# Estatut de Rhudlan
L'Estatut de Rhuddlan —en idioma gal·lès Statud Rhuddlan— també conegut com a Estatut de Gal·les o Statutum Walliae proporcionà la base constitucional per al govern del Principat de Gal·les del Nord des de 1284 fins a 1536. Aquest estatut va ser emès el 3 de març de 1284 i va ser promulgat el 19 de març al Castell Rhuddlan a Gal·les del Nord, Després de la derrota i mort de Llywelyn ap Gruffydd el 1282, el País de Gal·les va ser incorporat al Regne d'Anglaterra i el rei Eduard I d'Anglaterra, que havia conquerit Gal·les, va començar a pacificar el seu nou territori. Aquest estatut va dividir Gal·les en els comtats d'Anglesey, Merioneth i Caernarvon van ser creats a partir dels romanents del Regne de Llywelyn de Gwynedd. Es va introduir a gal·les el dret consuetudinari anglès. Aquest estatut va estar en vigor fins a les lleis d'Enric VIII d'Anglaterra el 1536.